# Европейский маршрут E74

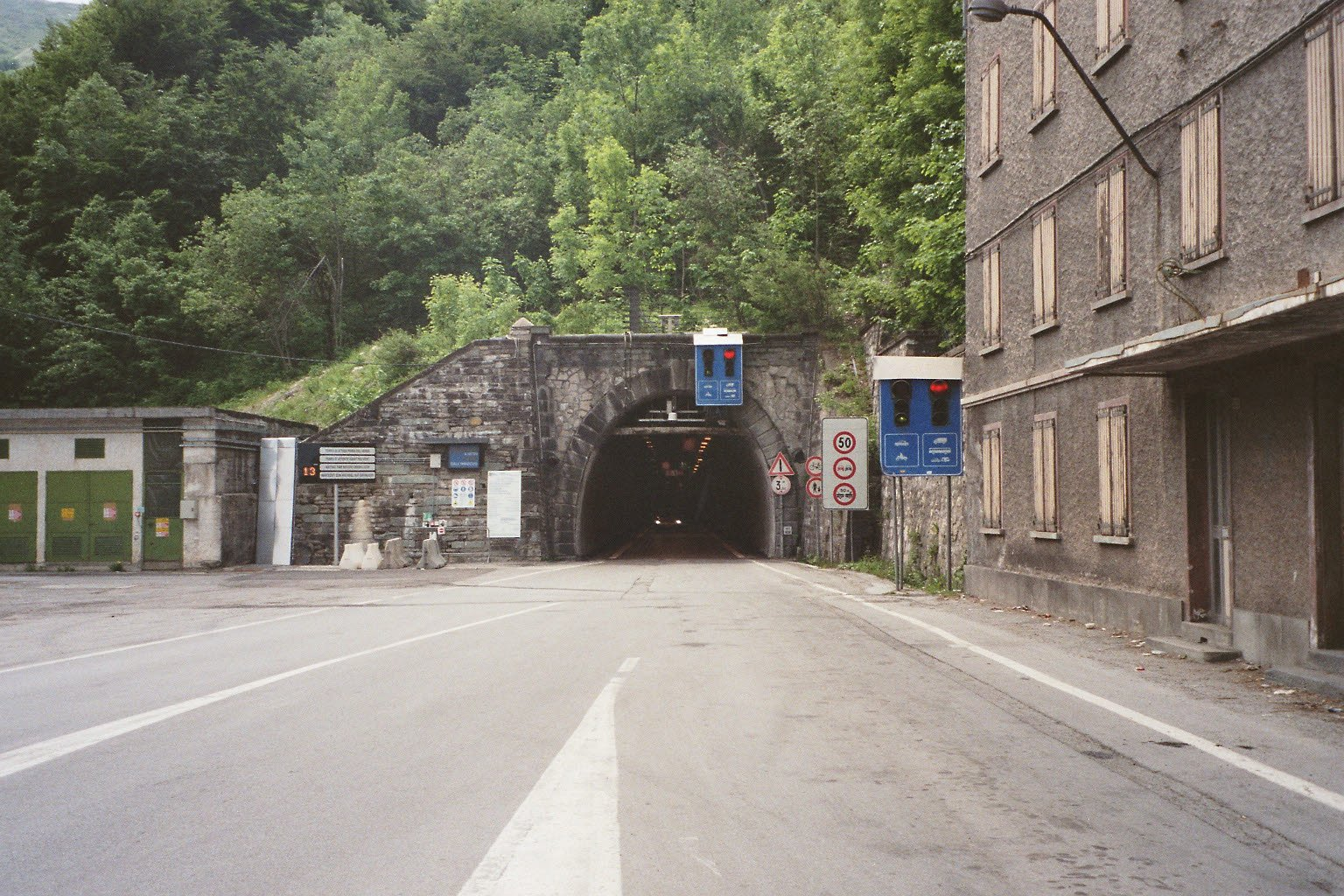
Е74 возле туннеля на границе Франции и Италии

Европейский маршрут Е74 — европейский автомобильный маршрут категории А, соединяющий Ниццу (Франция) на западе и Алессандрию (Италия) на востоке. Длина маршрута — 246 км.
Маршрут проходит через французский город Пьемонт, а также через итальянские города Кунео и Асти.
Е74 связан с маршрутами
- E80
- E25
- E70